# Circolo Sportivo Trevigliese 1968-1969
Questa voce raccoglie le informazioni riguardanti il Circolo Sportivo Trevigliese nelle competizioni ufficiali della stagione 1968-1969.

## Rosa
| N. |                   | Ruolo | Calciatore           |
| -- | ----------------- | ----- | -------------------- |
|    | Italia (bandiera) | C     | Aldo Algarotti       |
|    | Italia (bandiera) | P     | Angelo Baroni        |
|    | Italia (bandiera) | A     | Giacomo Bonacina     |
|    | Italia (bandiera) | A     | Pier Antonio Brasi   |
|    | Italia (bandiera) | C     | Battista Cavalletti  |
|    | Italia (bandiera) | D     | Giancarlo Consolanti |
|    | Italia (bandiera) | A     | Giuseppe Camotti     |
|    | Italia (bandiera) | D     | Pietro Fontana       |
|    | Italia (bandiera) | C     | Dario Foresti        |
|    | Italia (bandiera) | D     | Romano Gira          |

| N. |                   | Ruolo | Calciatore          |
| -- | ----------------- | ----- | ------------------- |
|    | Italia (bandiera) | A     | Pietro Locatelli    |
|    | Italia (bandiera) | A     | Giorgio Maestroni   |
|    | Italia (bandiera) | P     | Enzo Malinverno     |
|    | Italia (bandiera) | P     | Paolo Molteni       |
|    | Italia (bandiera) | A     | Ezio Postini        |
|    | Italia (bandiera) | D     | Gianluigi Rigamonti |
|    | Italia (bandiera) | C     | Franco Ronchi       |
|    | Italia (bandiera) | C     | Giuseppe Ronchi     |
|    | Italia (bandiera) | C     | Gianfranco Trevisan |
|    | Italia (bandiera) |       | Vanelli             |